# Schwermaschinenbaukombinat TAKRAF

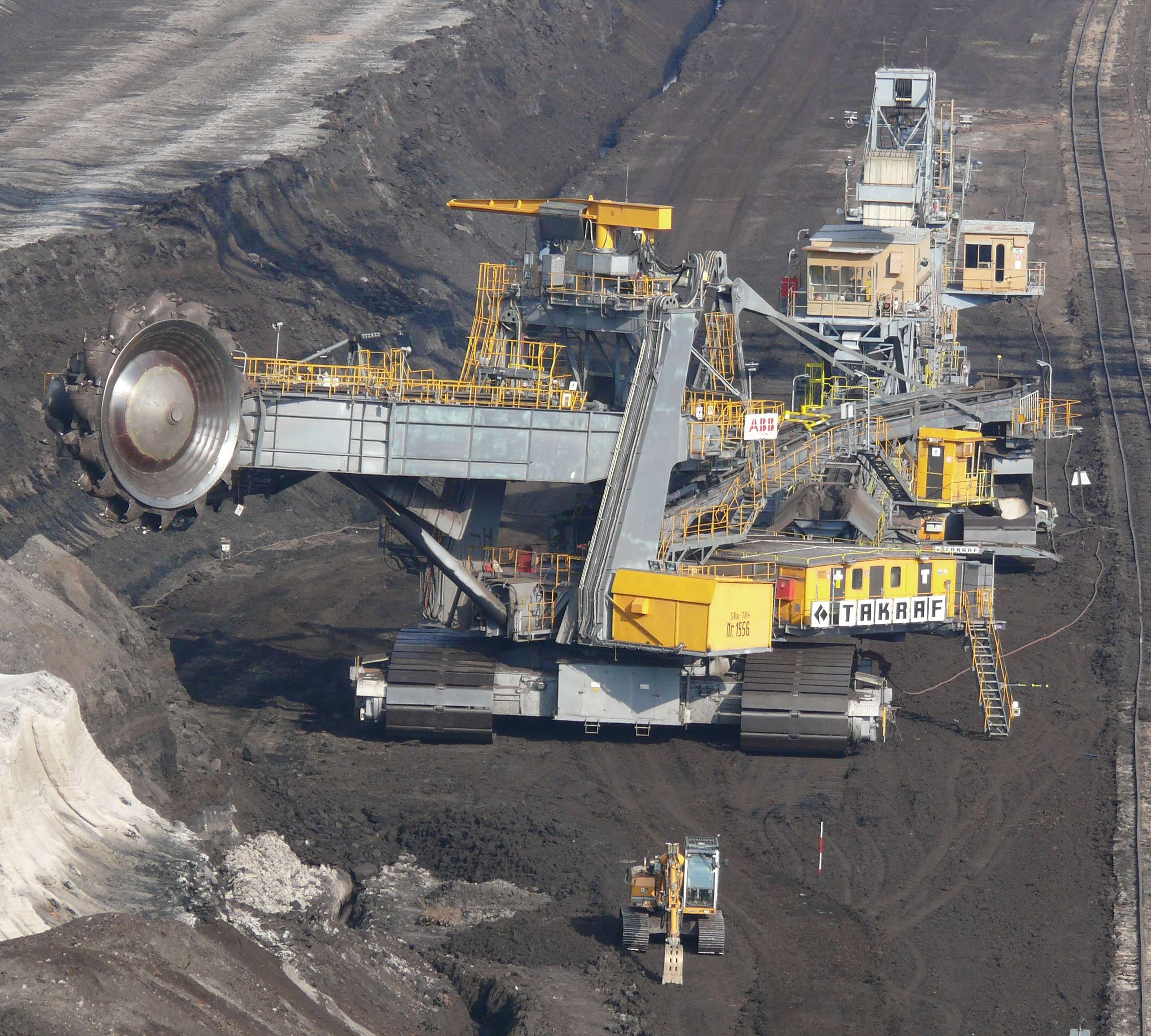
Schaufelradbagger des Typs SRs 704 von TAKRAF in Lauchhammer

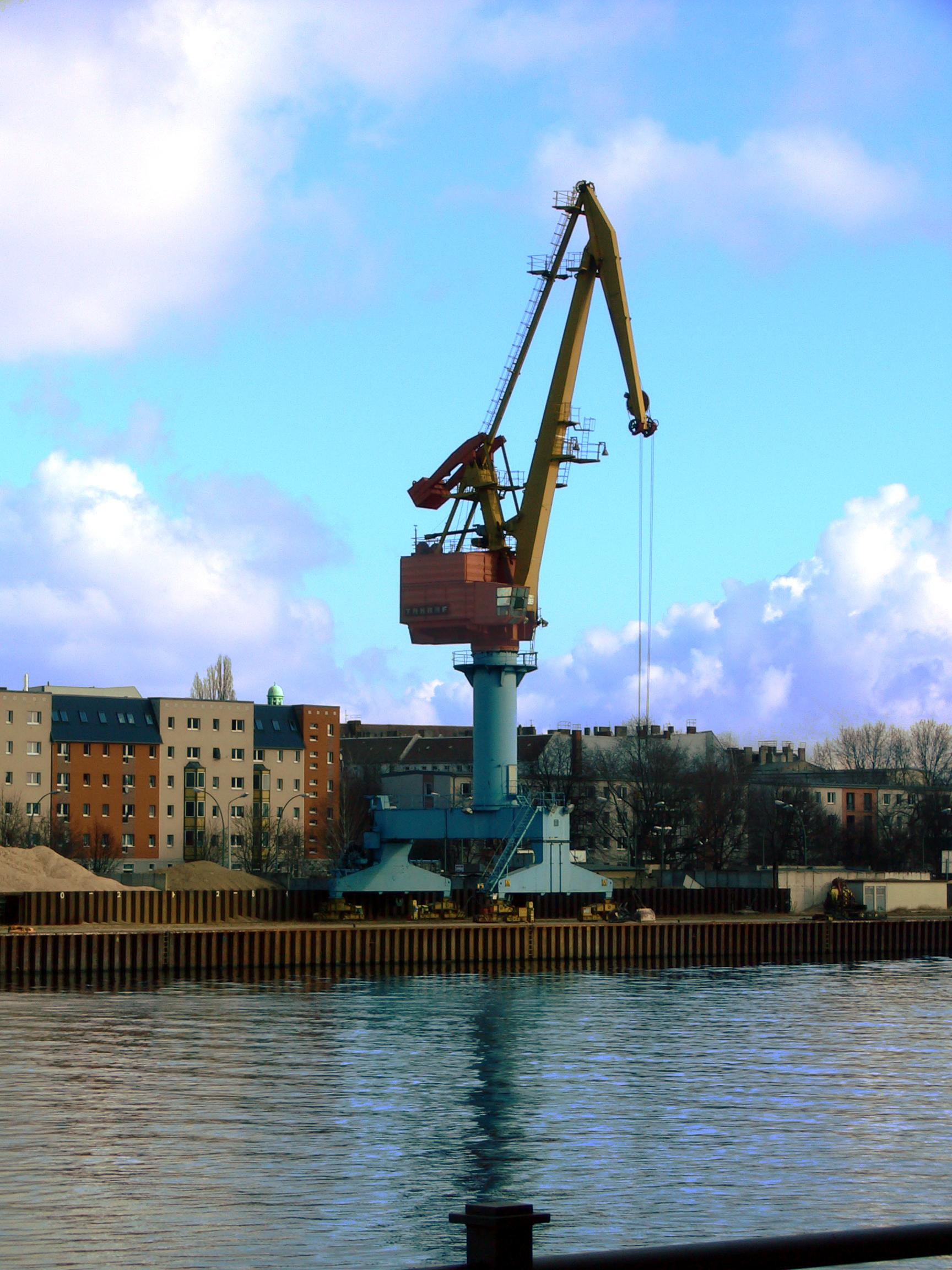
TAKRAF-Kran der BEHALA im Berliner Osthafen

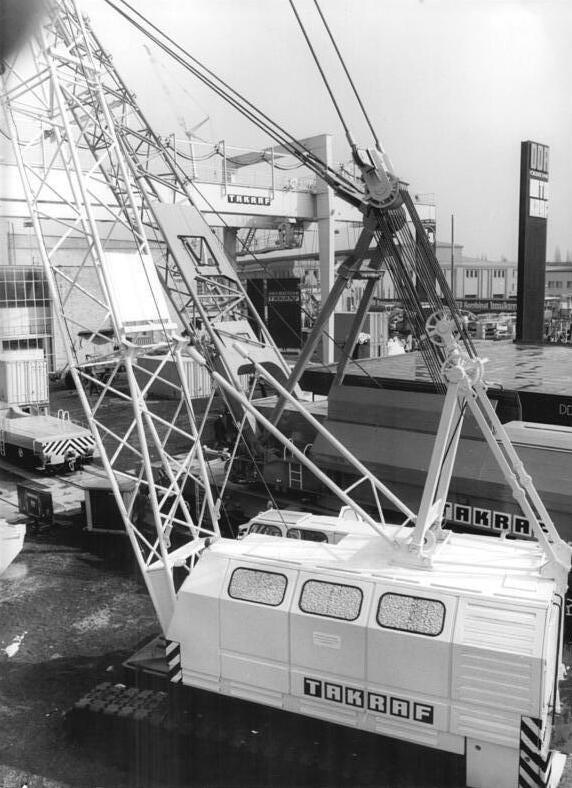
TAKRAF-Krane auf der Leipziger Messe im Jahr 1984

TAKRAF-Förderbrücke F60 in Lichterfeld

TAKRAF ist die Abkürzung für Tagebau-Ausrüstungen, Krane und Förderanlagen und bezeichnete ein Kombinat der DDR. Zu ihm gehörten fast alle Volkseigenen Betriebe der Branche, ebenso Zulieferbetriebe, kombinatseigene technische Forschungseinrichtungen, Projektierungsbüros, Rüstungsbetriebe und andere.
Im Takraf VEB Lauchhammer wurden ab 1969 die F60 Abraumförderbrücken als die größten beweglichen Arbeitsmaschinen der Welt gebaut.
Vom Nachfolgebetrieb wurde 1995 der Bagger 293 für den Tagebau Hambach als das weltgrößte und schwerste Landfahrzeug hergestellt.

## Geschichte

### In der DDR
Vorläufer des Kombinates war die VVB TAKRAF, die bis 1978 bestand und bis 1965 den Namen VVB Bergbau-Ausrüstungen und Förderanlagen getragen hatte. Die TAKRAF-Produkte wurden unter einem Einheitslogo aus dem Namen auch in anderen Ländern vermarktet.
TAKRAF-Stammbetrieb und Sitz der Kombinatsleitung wurde 1985 der VEB Verlade- und Transportanlagenbau (VTA) Leipzig. Dieser Betrieb war im Prozess der Verstaatlichung aus dem Privatunternehmen Bleichert Transportanlagen GmbH und der SAG Bleichert Leipzig, die zum Januar 1954 der DDR übergeben wurde, hervorgegangen. Der Betrieb firmierte zunächst als VEB Bleichert Transportanlagenfabrik, 1955 als VEB Schwermaschinenbau Verlade- und Transportanlagen (VTA) Leipzig und 1973 schließlich als VEB Verlade- und Transportanlagen Leipzig Paul Fröhlich.
Das Kombinat unterstand dem Ministerium für Schwermaschinen- und Anlagenbau. Weitere zentralgeleitete Kombinate des Schwermaschinenbaus können in der Liste von Kombinaten der DDR eingesehen werden.
Generaldirektoren des Kombinats bzw. der VVB TAKRAF:
- Erwin Fuhlbrügge (1958–1959)
- Helmut Fritzsche (1959–1960)
- Gerhard Springer (1960–1964)
- Rudolf Schuhmacher (1964–1970)
- Kurt Schoenefeld (1970–1989)
- Gerd-Rainer Grimm (–1990)[3][4]

Zum Zeitpunkt der Privatisierung 1990 bestand das Kombinat aus 26 Einzelbetrieben, darunter:
- VEB Schwermaschinenbau S. M. Kirow Leipzig
- VEB Montan Leipzig
- VEB Kranbau Eberswalde
- VEB Bagger-, Förderbrücken- und Gerätebau (BFG) Lauchhammer
- VEB Zemag Zeitz
- VEB Förderanlagen und Kranbau Köthen
- VEB Förderanlagen „7. Oktober“ Magdeburg
- VEB Schwermaschinenbau „Georgi Dimitroff“ Magdeburg
- VEB Berliner Aufzug- und Fahrtreppenbau Berlin
- VEB Hebezeugwerk Suhl
- VEB Sächsischer Brücken- und Stahlhochbau Dresden
- VEB Förderausrüstungen Aschersleben
- VEB Kranbau Schmalkalden
- VEB Hebezeugwerk Sebnitz, (bis 1971)
- TAKRAF Export-Import Außenhandel Berlin
- VEB Thüringer Stahlbau Erfurt[6]
- VEB Förderanlagen Calbe/Saale
- VEB Hebemaschinenwerk Luisenthal
- VEB Kranbau Wittenberg
- VEB Maschinen- und Apparatebau Landsberg
- VEB Reparaturwerk Neubrandenburg (RWN)
- VEB Saalfelder Hebezeugbau
- VEB Stahlgießerei Silbitz, (ab 1987)
- VEB Vogtländischer Aufzugs- und Maschinenbau Mylau
- VEB Wutra-Werk Wurzen

### Privatisierung nach der Wende
Am 1. Mai 1990 wurde das Kombinat in die TAKRAF Schwermaschinenbau AG umgewandelt, die als Holding fungierte und der Treuhandanstalt gehörte. Ihr unterstanden die Unternehmen, die vorher dem Kombinat angegliedert waren. Folgende Unternehmensteile wurden in der nachfolgenden Zeit aus diesem Unternehmensverbund herausgelöst:
- Kirow Leipzig
- Kranbau Eberswalde GmbH 1994 an die Vulkan Kocks GmbH, die zur Bremer Vulkan gehörte.
- VEB Schwermaschinenbau „Georgi Dimitroff“ Magdeburg als Maschinenfabrik Magdeburg-Buckau GmbH an 3B TEC Aufbereitungssysteme GmbH, jedoch 1995 Insolvenz.
- VEB Sächsischer Brücken- und Stahlhochbau Dresden 1993 an die GEA AG, heute wieder eigenständiges Unternehmen.
- SHB Hebezeugbau GmbH, Saalfeld
- SHT Suhler Hebezeugtechnik GmbH, Suhl

Aus der Takraf Holding, dem Takraf Anlagenbau (TAA) und dem Kerngeschäft der Schwermaschinenbau Lauchhammerwerk AG (LHW AG) wurde 1992 die Takraf Lauchhammer GmbH Leipzig (TLL) gegründet, die heute als Takraf GmbH firmiert und zum italienischen Konzern Tenova gehört.